# Epke Zonderland
Epke Zonderland, né le 16 avril 1986 à Lemmer, est un gymnaste néerlandais. Il est champion olympique à la barre fixe en 2012.

## Palmarès

### Jeux olympiques
- Pékin 2008
  - 7e à la barre fixe

- Londres 2012
  -  médaille d'or à la barre fixe

- Rio 2016
  - 7e à la barre fixe

### Championnats du monde
- Melbourne 2005
  - 11e au concours général individuel

- Stuttgart 2007
  - 4e à la barre fixe

- Londres 2009
  - 6e aux barres parallèles
  -  médaille d'argent à la barre fixe

- Rotterdam 2010
  -  médaille d'argent à la barre fixe

- Tokyo 2011
  - 5e à la barre fixe

- Anvers 2013
  -  médaille d'or à la barre fixe
  - 5e place aux barres parallèles

- Nanning 2014
  -  médaille d'or à la barre fixe

- Montréal 2017
  -  médaille d'argent à la barre fixe

- Doha 2018
  -  médaille d'or à la barre fixe

### Championnats d'Europe
- Amsterdam 2007
  - 6e au concours général individuel
  -  médaille de bronze aux barres parallèles

- Milan 2009
  - 5e à la barre fixe

- Birmingham 2010
  - 5e aux barres parallèles
  -  médaille d'argent à la barre fixe

- Berlin 2011
  -  médaille d'argent aux barres parallèles
  -  médaille d'or à la barre fixe

- Sofia 2014
  -  médaille d'or à la barre fixe
  -  médaille de bronze aux barres parallèles

- Glasgow 2018
  -  médaille d'argent à la barre fixe

- Szczecin 2019
  -  médaille d'or à la barre fixe

## Distinctions
- Sportif néerlandais de l'année : 2009,2011,2012,2013